# Sénat (Jamaïque)
Pour les autres articles nationaux ou selon les autres juridictions, voir Sénat.
14e législature
Gordon House
Le Sénat (en anglais : Senate) est la chambre haute du parlement de Jamaïque.

## Composition
21 sénateurs sont nommés par le Gouverneur général : 
- 13 sur l'avis conforme du Premier ministre,
- 8 sur l'avis conforme du Chef de l'opposition.

## Nomination
La durée du mandat est de cinq ans.
Éligibilité : 
- avoir 21 ans,
- être citoyen jamaïcain ou du Commonwealth,
- résidence permanente dans le pays dans les douze mois précédant immédiatement la nomination.

Inéligibilité : 
- allégeance à un État étranger,
- faillite non réhabilitée.

Incompatibilités : 
- fonctionnaires,
- juges des tribunaux d'instance supérieure,
- parties à des contrats gouvernementaux,
- membres des forces de défense.

Les ministres sont choisis parmi les parlementaires, dont au moins deux et au plus trois sénateurs, ainsi que trois au plus des secrétaires d'État (secrétaires parlementaires).
La Cour suprême est juge des contestations ; un appel est possible auprès de la Cour d'Appel.
Il est procédé à la nomination des sénateurs, soit :
- Trois mois au plus après une dissolution du Parlement à la suite d'un vote de défiance, ou
- après les élections législatives,

## Liste des présidents
| Nom                          | Début             | Fin              |
| ---------------------------- | ----------------- | ---------------- |
| Clifford Clarence Campbell   | 31 août 1962      | 30 novembre 1962 |
| George Samuel Ranglin        | 7 décembre 1962   | 1972             |
| Allan George Richard Byfield | 21 mars 1972      | 1980             |
| Oswald Harding               | 18 novembre 1980  | 1984             |
| Jeanette Rose Grant-Woodham  | 21 août 1984      | 1989             |
| Sir Howard Cooke             | 1989              | 1993             |
| Winston V. Jones             | 1993              | 1995             |
| Syringa Marshall-Burnett     | 1995              | 2007             |
| Oswald Harding               | 27 septembre 2007 | 12 décembre 2011 |
| Stanley Redwood              | 18 janvier 2012   | 10 mai 2013      |
| Floyd Morris                 | 17 mai 2013       | 5 février 2016   |
| Tom Tavares-Finson, QC       | 10 mars 2016      | En fonction      |